# アクセスJ 現代社会をみる
『アクセスJ〜現代社会をみる』（アクセスジェイ げんだいしゃかいをみる）は、NHK教育テレビジョンで1995年4月14日から1997年3月14日まで放送されていた中学生・高校生向けの学校放送（教科：総合学習）である。

## 概要
「アクセスJ研究所」を舞台に3名の研究員が社会変化にさまざまな角度からアクセスし、多角的・予測的に展望していく。 情報化社会・環境問題・暮しと経済・健康と安全など身近なところにテーマを求め、映像やデータなども交えながら多視点的に構成する。

## 放送時間
| 期間                          | 放送時間             |
| ----------------------------- | -------------------- |
| 1995年4月14日 - 1997年3月14日 | 金曜日 12:40 - 13:00 |

## 出演者
- U-turn[3][4]
- コリーン・レイノルズ[3][4]

## 放送リスト
| 初回放送日     | サブタイトル       |
| -------------- | ------------------ |
| 1995年4月14日  | マルチメディア     |
| 1995年4月28日  | プライバシー       |
| 1995年6月2日   | 円高               |
| 1995年6月16日  | 価格と流通         |
| 1995年6月30日  | 消費者の保護       |
| 1995年7月14日  | 女性の雇用         |
| 1995年9月1日   | リサイクル         |
| 1995年9月22日  | エネルギー         |
| 1995年10月6日  | 水質汚染           |
| 1995年10月20日 | 森林保護           |
| 1995年11月10日 | 高齢化社会         |
| 1995年11月24日 | 障害者とともに     |
| 1995年12月8日  | エイズ             |
| 1995年12月22日 | ボランティア       |
| 1996年1月12日  | 子どもの権利条約   |
| 1996年1月26日  | 核家族             |
| 1996年2月9日   | 夫婦別姓           |
| 1996年2月23日  | 男性の育児休暇     |
| 1996年3月8日   | '95〜'96調査報告書 |

| 初回放送日     | サブタイトル               |
| -------------- | -------------------------- |
| 1996年4月12日  | クレジットカード           |
| 1996年4月26日  | コメ                       |
| 1996年5月17日  | アルバイト                 |
| 1996年5月31日  | 長者番付                   |
| 1996年6月14日  | ごみ処理                   |
| 1996年6月28日  | 大気汚染                   |
| 1996年7月12日  | 地域防災                   |
| 1996年8月30日  | 健康と安全1 嫌煙権         |
| 1996年9月20日  | 健康と安全2 自然食品       |
| 1996年10月4日  | 国際理解1 英語社会         |
| 1996年10月18日 | 国際理解2 日本の中の外国人 |
| 1996年11月1日  | 家庭と社会1 専業主婦       |
| 1996年11月15日 | 家庭と社会2 単身赴任       |
| 1996年11月29日 | 福祉1 老人介護             |
| 1996年12月13日 | 福祉2 看護婦募集           |
| 1997年1月10日  | インターネット             |
| 1997年1月24日  | 著作権                     |
| 1997年2月21日  | 情報公開                   |
| 1997年3月7日   | '96〜'97調査報告書         |